# Giovanni Gualberto Magli
Giovanni Gualberto Magli (Firenze, ... – Firenze, 8 gennaio 1625) è stato un cantante castrato italiano.

## Biografia
Nato a Firenze, Giovanni Gualberto Magli fu castrato presumibilmente in giovane età e studiò  musica sotto la supervisione di Giulio Caccini, prima di entrare in servizio della famiglia Medici il 24 agosto 1604. Magli viene ricordato soprattutto per aver cantato nella prima de L'Orfeo di Claudio Monteverdi, avvenuta a Mantova nel 1607. Magli cantava i ruoli della Musica e di Proserpina, anche se il musicologo e storico della musica Hans Redlich gli attribuì erroneamente il ruolo eponimo.
Nel 1608 cantò durante i festeggiamenti per le nozze di Cosimo II de Medici e Maria Maddalena d'Austra. Nell'ottobre 1611 gli furono concessi due anni di congedo pagato per proseguire gli studi canori a Napoli. Lasciò definitivamente il servizio dei Medici nel 1615, quando fu assunto alla corte di Giovanni Sigismondo di Brandeburgo in veste di cantore. Rimase a corte fino a settembre 1622, quando poi tornò in Italia dove morì e fu sepolto a Firenze l'8 gennaio 1625.